# Faro de Sand Island
El Faro de Sand Island también conocido como Luz de Sand Island (y estación de luz histórica), es un faro fuera de servicio ubicado en el punto más al sur del estado de Alabama, Estados Unidos, cerca de Dauphin Island, en la desembocadura de la Bahía de Mobile. Se encuentra aproximadamente a 4.8 km de la costa de la entrada principal de la Bahía de Mobile, delimitada al este por Mobile Point y al oeste por Dauphin Island. El faro mide 125 pies (38,1 m) de alto y fue agregado al Registro Nacional de Lugares Históricos el 	12 de noviembre de 1975.

## Historia
El primer faro en Sand Island fue construido por Winslow Lewis en 1837, tenía 55 pies (16,8 m) de altura y la estructura fue terminada en 1839. La iluminación fue proporcionada por 14 lámparas en reflectores de 16 pulgadas y una lente de primer orden, conocida como lámpara Lewis, que era una versión mal diseñada, o lámpara estilo Argand. Lewis disfrutó de un monopolio a través de su relación con Stephen Pleasonton que duró hasta 1853.

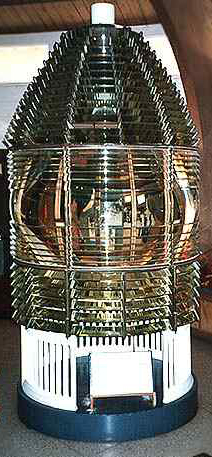
La luz del faro.

En 1859 se completó un nuevo faro, pero fue destruido durante la Guerra de Secesión, el 23 de febrero de 1863, por el confederado John W. Glenn. Los soldados confederados en el Fuerte Morgan observaron a los soldados de la Unión en el faro, espiando el fuerte, y las armas del fuerte abrieron fuego destruyendo totalmente el faro. En 1864 se construyó una torre de madera de 48 pies (14,6 m) de altura que duró hasta 1873.

### Construcción
En septiembre de 1864 se completó el faro actual, que incluía una vivienda de dos pisos para los guardias del faro, y la tierra en ese momento era de aproximadamente 400 acres (160 ha). La base mide 28 pies (8,5 m) de diámetro y 6 pies (1,8 m) de espesor, construido sobre 171 pilotes de madera interconectados cubiertos con 12 pies (3,7 m) de concreto, y con 125 pies (38,1 m) de altura focal.

## Erosión
Sand Island se enfrentó a una erosión continua, hasta el punto en que se agregaron bloques de granito a la isla para tratar de evitar la erosión y la pérdida del faro. Los esfuerzos de restauración dieron como resultado principalmente la estabilización de la isla hasta 2008. La terrible situación del faro de Sand Island es similar a "su luz hermana", el faro de Morris Island, cerca de Charleston, Carolina del Sur. Ambos faros estaban situados en islas arenosas que se han erosionado, dejando las torres rodeadas de agua.

## Actualmente
En diciembre de 2011 se completó la construcción de una nueva isla. 1,400,000 yardas (1,300,000 m) de arena se dragó del fondo del mar y se depositó alrededor del faro creando una isla de 2600 pies (792,5 m) por 500 pies (152,4 m), o aproximadamente 15 acres (6,1 ha) de isla. Menos de un año después, la restauración de $6,000,000 de la isla fue arrasada por el huracán Isaac.
La Fundación Dauphin Island (fundada en 1991) trabaja con la Asociación de Faro de Alabama y actúa como agente y administradora del Proyecto de Restauración de Sand Island. Hay siete directores generales y nueve directores privados.
El faro de Sand Island está en la lista del día del juicio final de Lighthouse Digest, como uno de los faros más amenazados de Estados Unidos, el faro fue dañado por el huracán Iván en 2004 y el huracán Katrina en 2005. La reparación de ese daño retrasará aún más los esfuerzos de restauración. La imagen de este faro se utilizó como cancelación de sello.

## Otras lecturas
- Enciclopedia de Alabama: faro de la isla de arena